# Terataner xaltus
Terataner xaltus är en myrart som beskrevs av Bolton 1981. Terataner xaltus ingår i släktet Terataner och familjen myror. Inga underarter finns listade i Catalogue of Life.

## Bildgalleri

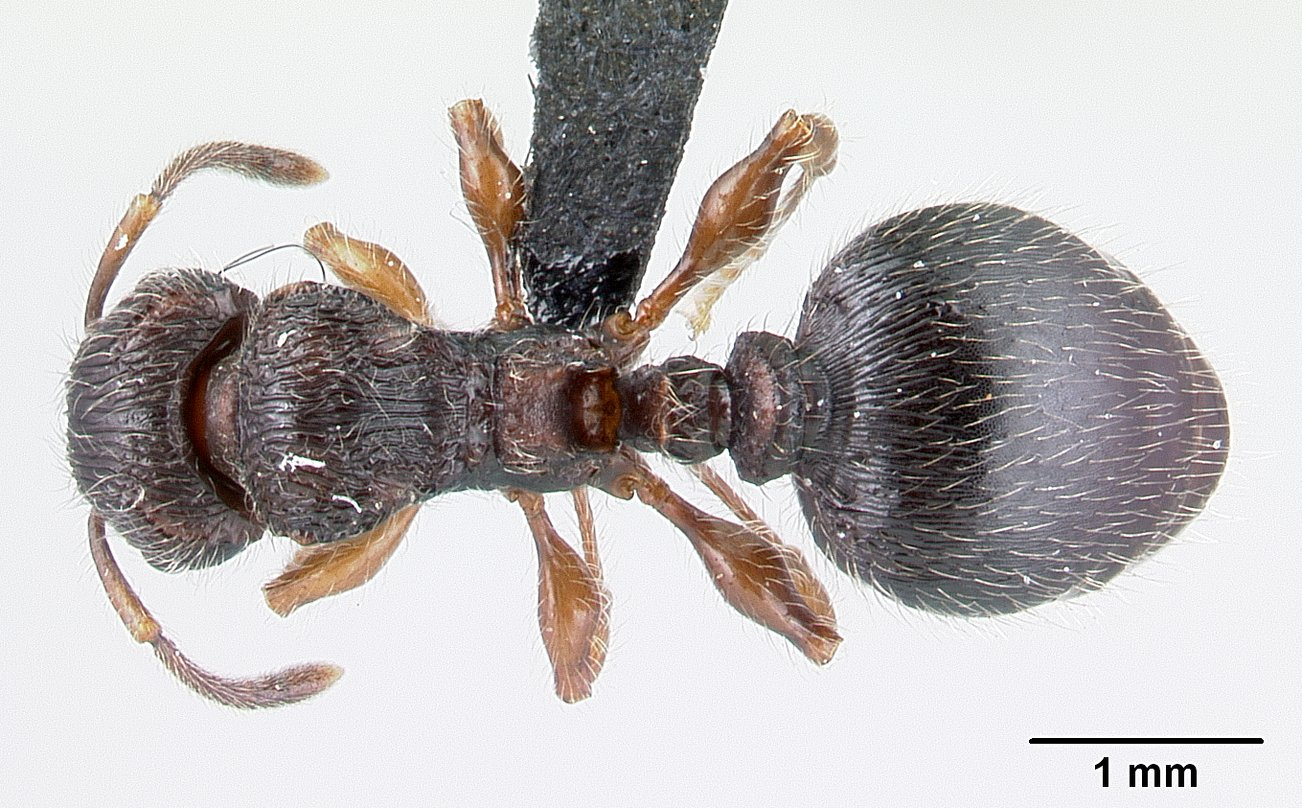
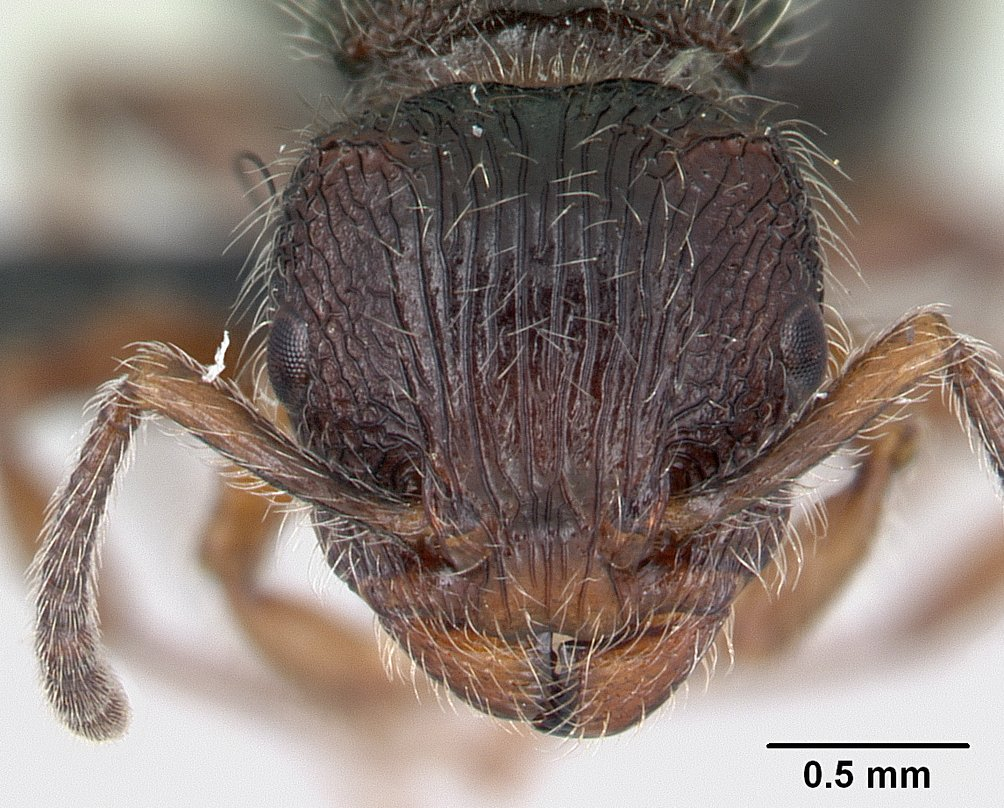
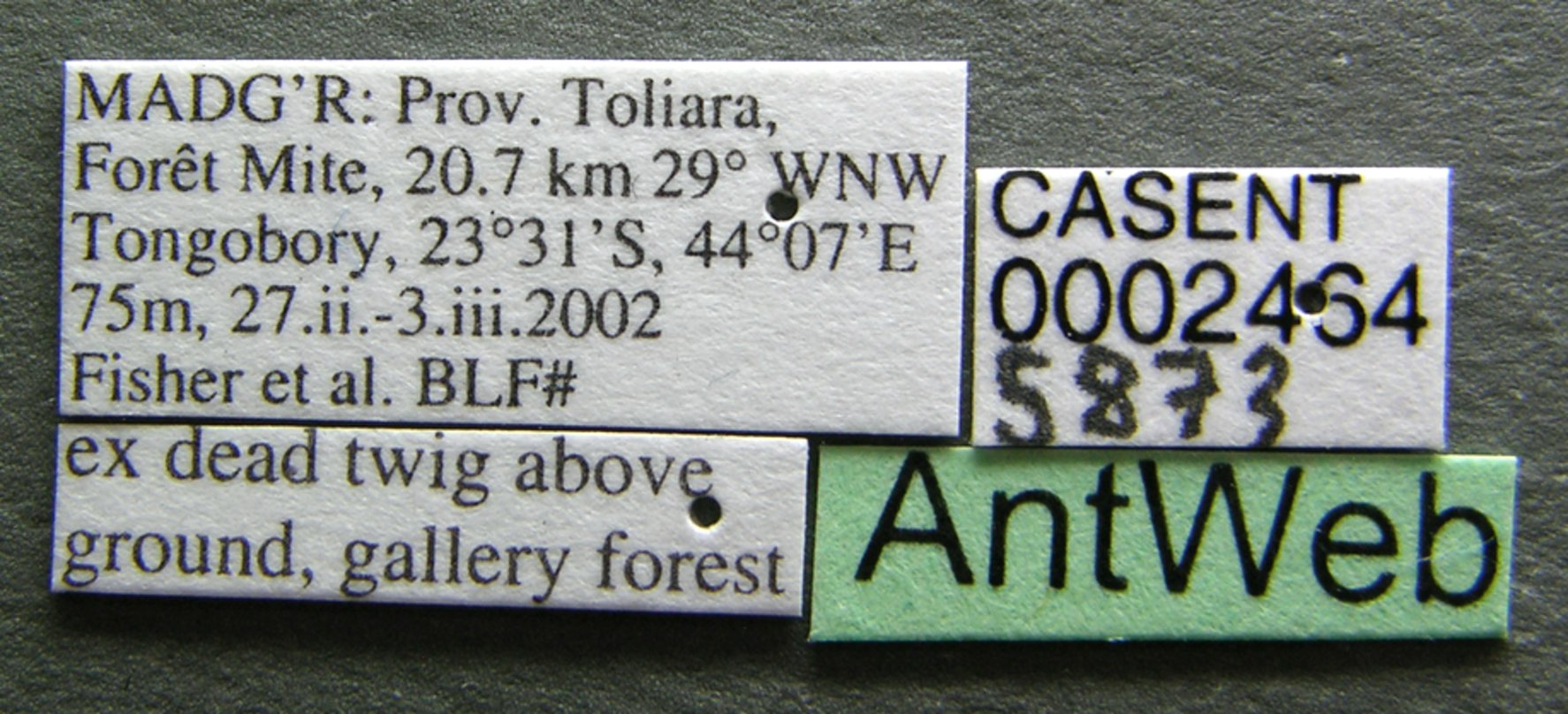
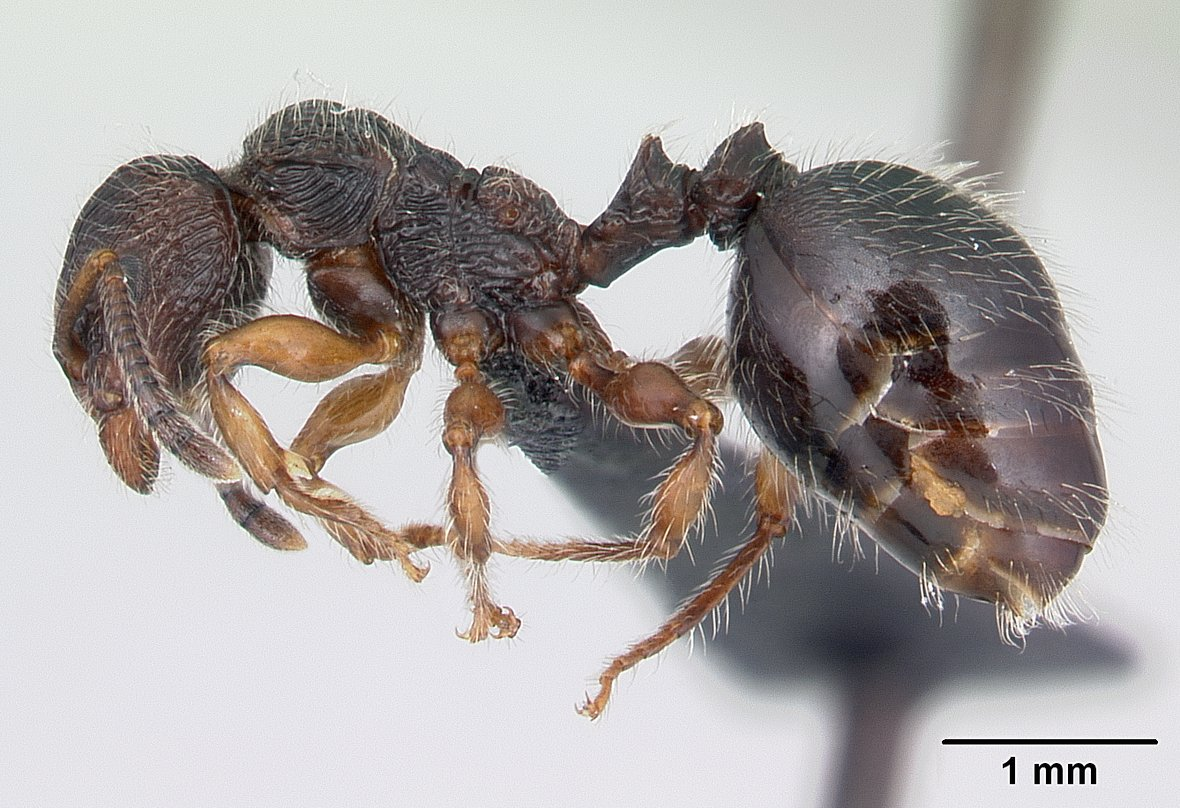
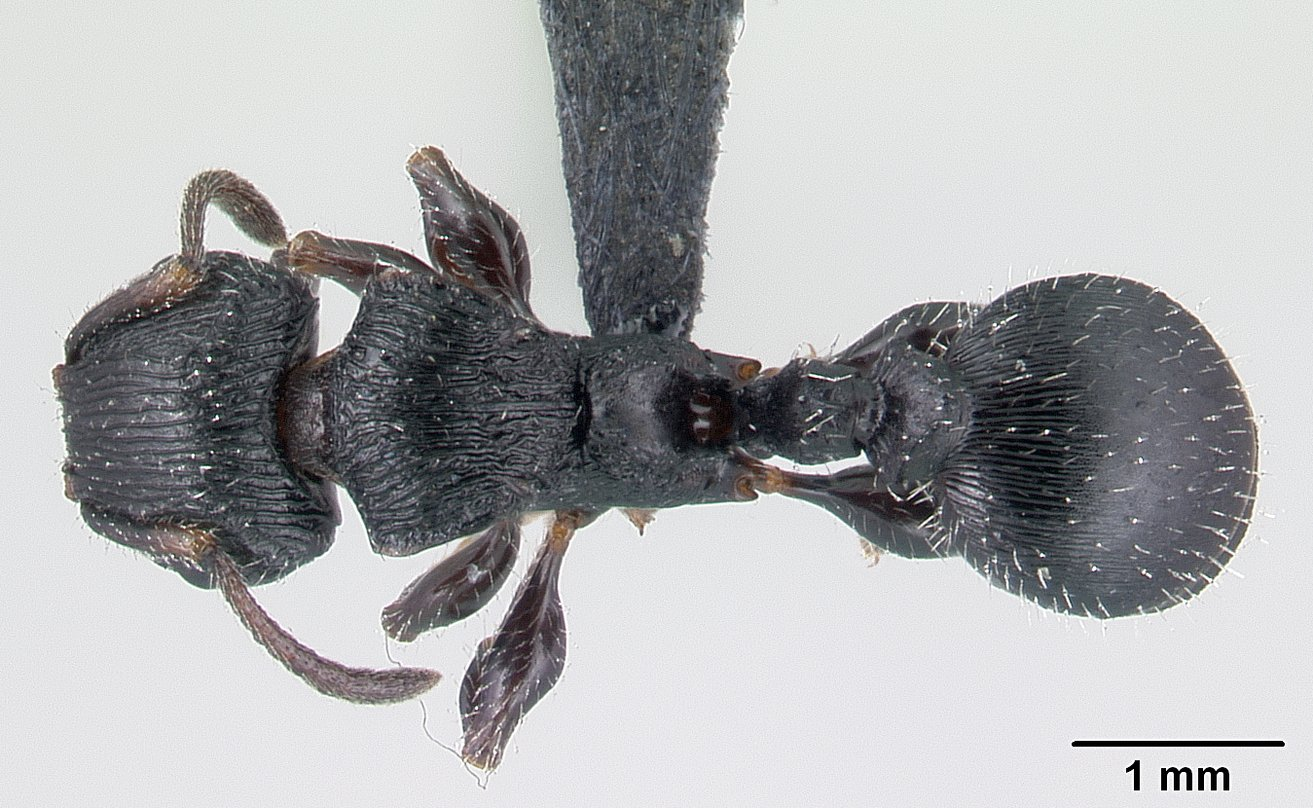
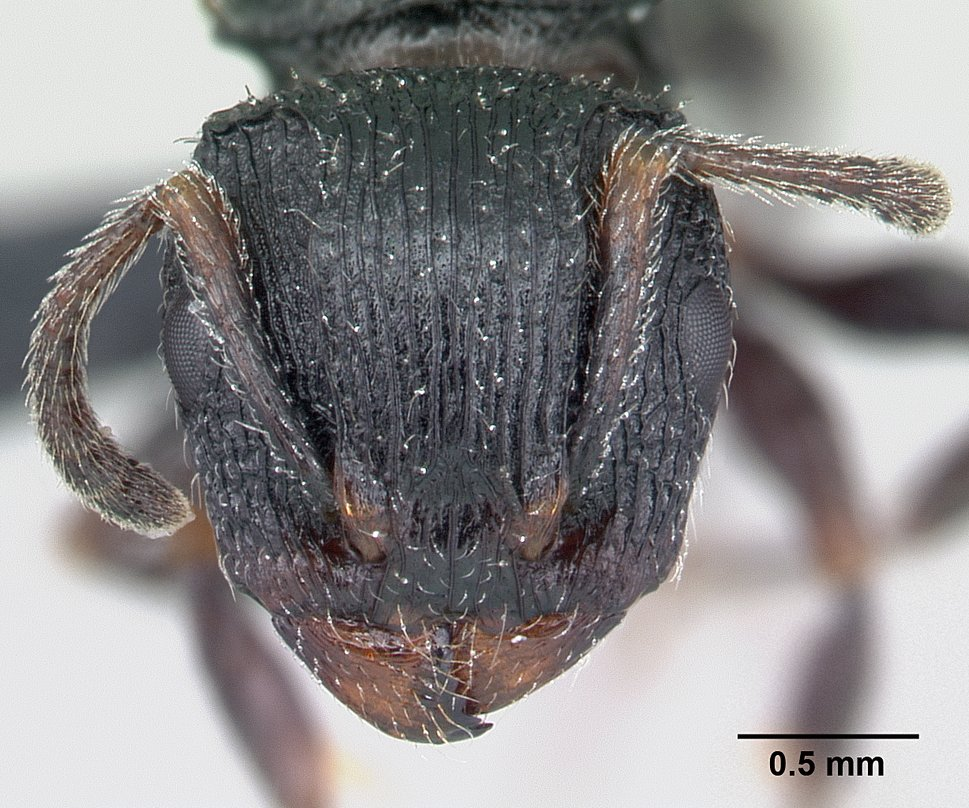